# Bryaxis (sculpteur)
Pour les articles homonymes, voir Bryaxis.

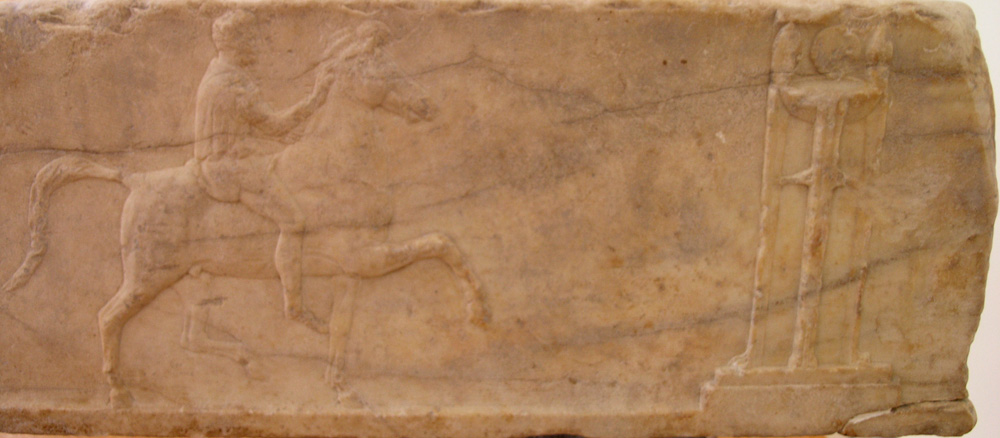
Bas-relief sur une base votive de l'agora d'Athènes, signé par Bryaxis, musée national archéologique d'Athènes.

Bryaxis (en grec ancien Βρύαξις ou Βρύασσις / Brúassis) est un sculpteur grec, probablement né à Athènes dans la première moitié du IVe siècle av. J.-C.
Il a beaucoup travaillé pour les diadoques : Séleucos Ier lui a ainsi commandé une statue d'Apollon pour son temple à Daphnè dans la périphérie de sa nouvelle capitale Antioche, ainsi qu'une statue en bronze de Séleucos lui-même. À Alexandrie, il réalisa pour Ptolémée Ier la statue chryséléphantine de Sérapis.
Il est toutefois surtout connu pour sa participation, aux côtés de Scopas, Léocharès et Timothéos, à la décoration du mausolée d'Halicarnasse.
Fait rare pour un sculpteur de cette période, on a conservé une de ses œuvres originales, identifiée par sa signature, une base votive trouvée sur l'agora d'Athènes en 1891, qui supportait un tripode de bronze, dédiée à l'occasion d'une victoire dans un concours d’anthippasia (voir ci-contre) : il s'agirait d'une œuvre de jeunesse du sculpteur, avant son départ pour l'Asie.